# Aït M'Hamed
Ait M Hamed (franska: Ait M Hamed (CR), Ait M Hamed (Commune Rurale), arabiska: اكودي نلخير) är en kommun i Marocko.   Den ligger i provinsen Azilal och regionen Béni Mellal-Khénifra, i den nordöstra delen av landet, 240 km söder om huvudstaden Rabat. Antalet invånare är 21 742.